# Pelayo Sánchez Mayo
Pelayo Sánchez Mayo   (Teyego, 27 de març de 2000) és un ciclista espanyol, que competeix en la modalitats de carretera. Entre el 2021 i 2023 va córrer al Burgos BH i el 2024 fitxà pel Movistar Team.
La seva primera victòria professional fou una etapa a la Volta a Astúries del 2023.

## Palmarès
- 2020
  - 1r a l'Oñati Saria
  - Vencedor d'una etapa a la Volta a Cantàbria
- 2023
  - Vencedor d'una etapa a la Volta a Astúries
- 2024
  - 1r al Trofeu Pollença-Port d'Andratx
  - Vencedor d'una etapa al Giro d'Itàlia.[4]

### Resultats a la Volta a Espanya
- 2021. 84è de la classificació general
- 2023. 37è de la classificació general